# Liste der Bodendenkmäler in Pleinfeld
Auf dieser Seite sind die Bodendenkmäler in dem mittelfränkischen Markt Pleinfeld zusammengestellt. Diese Tabelle ist eine Teilliste der Liste der Bodendenkmäler in Bayern. Grundlage ist die Bayerische Denkmalliste, die auf Basis des Bayerischen Denkmalschutzgesetzes vom 1. Oktober 1973 erstmals erstellt wurde und seither durch das Bayerische Landesamt für Denkmalpflege geführt wird. Die folgenden Angaben ersetzen nicht die rechtsverbindliche Auskunft der Denkmalschutzbehörde.

## Bodendenkmäler in Pleinfeld

### Gemarkung Allmannsdorf
| Lage                              | Objekt                                                                                            | Akten-Nr.     | Bild |
| --------------------------------- | ------------------------------------------------------------------------------------------------- | ------------- | ---- |
| Allmannsdorf Pleinfeld (Standort) | Grabhügelgruppe der Hallstattzeit.                                                                | D-5-6831-0068 |      |
| Allmannsdorf Pleinfeld (Standort) | Kreisgraben vor- und frühgeschichtlicher Zeitstellung.                                            | D-5-6831-0081 |      |
| Allmannsdorf Pleinfeld (Standort) | Kreisgräben und Siedlungsspuren vor- und frühgeschichtlicher Zeitstellung.                        | D-5-6831-0082 |      |
| Allmannsdorf Pleinfeld (Standort) | Abschnittsbefestigung vor- und frühgeschichtlicher Zeitstellung oder mittelalterlicher Burgstall. | D-5-6831-0083 |      |
| Allmannsdorf Pleinfeld (Standort) | Kreisgräben vor- und frühgeschichtlicher Zeitstellung.                                            | D-5-6831-0114 |      |
| Allmannsdorf Pleinfeld (Standort) | Untertägige Bestandteile und Vorgängerbau der katholischen Filialkirche St. Lorenz.               | D-5-6831-0169 |      |

### Gemarkung Dorsbrunn
| Lage                           | Objekt                                                                               | Akten-Nr.     | Bild |
| ------------------------------ | ------------------------------------------------------------------------------------ | ------------- | ---- |
| Dorsbrunn Pleinfeld (Standort) | Teilstrecke des raetischen Limes.                                                    | D-5-6831-0070 |      |
| Dorsbrunn Pleinfeld (Standort) | Wachtposten WP 14/18 des raetischen Limes.                                           | D-5-6831-0071 |      |
| Dorsbrunn Pleinfeld (Standort) | Wachtposten WP 14/19 des raetischen Limes.                                           | D-5-6831-0072 |      |
| Dorsbrunn Pleinfeld (Standort) | Wachtposten WP 14/20 des raetischen Limes.                                           | D-5-6931-0022 |      |
| Dorsbrunn Pleinfeld (Standort) | Wachtposten WP 14/21 des raetischen Limes.                                           | D-5-6931-0023 |      |
| Dorsbrunn Pleinfeld (Standort) | Untertägige Bestandteile und Vorgängerbau der katholischen Pfarrkirche St. Nikolaus. | D-5-6931-0476 |      |

### Gemarkung Ettenstatt
| Lage                  | Objekt | Akten-Nr.     | Bild |
| --------------------- | --- | ------------- | ---- |
| Ettenstatt (Standort) | Siedlung des Linearbandkeramik, der Stichbandkeramik, der Großgartacher und Oberlauterbacher Gruppe sowie der Bronzezeit, Urnenfelder- und Spätlatènezeit und vermutlich Gräber der Bronzezeit. | D-5-6932-0125 |      |

### Gemarkung Mannholz
| Lage                          | Objekt                                                                                | Akten-Nr.     | Bild |
| ----------------------------- | ------------------------------------------------------------------------------------- | ------------- | ---- |
| Mannholz Pleinfeld (Standort) | Freilandstation des Mesolithikums und Siedlung des Neolithikums sowie der Latènezeit. | D-5-6832-0082 |      |
| Mannholz Pleinfeld (Standort) | Vorgeschichtliche Siedlung.                                                           | D-5-6832-0083 |      |
| Mannholz Pleinfeld (Standort) | Vorgeschichtliche Siedlung.                                                           | D-5-6832-0084 |      |
| Mannholz Pleinfeld (Standort) | Vorgeschichtliche Siedlung.                                                           | D-5-6832-0085 |      |
| Mannholz Pleinfeld (Standort) | Siedlung vor- und frühgeschichtlicher Zeitstellung.                                   | D-5-6832-0086 |      |

### Gemarkung Mischelbach
| Lage                             | Objekt                                                                                               | Akten-Nr.     | Bild |
| -------------------------------- | --- | ------------- | ---- |
| Mischelbach Pleinfeld (Standort) | Freilandstation des Mesolithikums sowie Abschnittsbefestigung des frühen Mittelalters.               | D-5-6832-0088 |      |
| Mischelbach Pleinfeld (Standort) | Untertägige Bestandteile und Vorgängerbauten von Schloss Sandsee.                                    | D-5-6832-0089 |      |
| Mischelbach Pleinfeld (Standort) | Grabhügel vorgeschichtlicher Zeitstellung.                                                           | D-5-6832-0090 |      |
| Mischelbach Pleinfeld (Standort) | Grabhügel der Bronzezeit.                                                                            | D-5-6832-0091 |      |
| Mischelbach Pleinfeld (Standort) | Grabhügel der Bronzezeit mit Nachbestattung der Latènezeit und Einzelfund eines neolithischen Beils. | D-5-6832-0092 |      |
| Mischelbach Pleinfeld (Standort) | Grabhügel vorgeschichtlicher Zeitstellung.                                                           | D-5-6832-0094 |      |
| Mischelbach Pleinfeld (Standort) | Grabhügel vorgeschichtlicher Zeitstellung.                                                           | D-5-6832-0095 |      |
| Mischelbach Pleinfeld (Standort) | Siedlung vorgeschichtlicher Zeitstellung.                                                            | D-5-6832-0096 |      |
| Mischelbach Pleinfeld (Standort) | Siedlung des Neolithikums und der Urnenfelderzeit.                                                   | D-5-6832-0097 |      |
| Mischelbach Pleinfeld (Standort) | Siedlung vor- und frühgeschichtlicher Zeitstellung.                                                  | D-5-6832-0098 |      |
| Mischelbach Pleinfeld (Standort) | Siedlung vermutlich des Neolithikums.                                                                | D-5-6832-0099 |      |
| Mischelbach Pleinfeld (Standort) | Siedlung der Bronzezeit.                                                                             | D-5-6832-0101 |      |
| Mischelbach Pleinfeld (Standort) | Siedlung vorgeschichtlicher Zeitstellung.                                                            | D-5-6832-0102 |      |
| Mischelbach Pleinfeld (Standort) | Siedlung vorgeschichtlicher Zeitstellung.                                                            | D-5-6832-0103 |      |
| Mischelbach Pleinfeld (Standort) | Siedlung vor- und frühgeschichtlicher Zeitstellung.                                                  | D-5-6832-0105 |      |
| Mischelbach Pleinfeld (Standort) | Siedlung vor- und frühgeschichtlicher Zeitstellung.                                                  | D-5-6832-0121 |      |
| Mischelbach Pleinfeld (Standort) | Abschnittsbefestigung vor- und frühgeschichtlicher Zeitstellung.                                     | D-5-6832-0141 |      |
| Mischelbach Pleinfeld (Standort) | Grabhügelfeld vorgeschichtlicher Zeitstellung.                                                       | D-5-6932-0049 |      |
| Mischelbach Pleinfeld (Standort) | Siedlung vorgeschichtlicher Zeitstellung.                                                            | D-5-6932-0051 |      |
| Mischelbach Pleinfeld (Standort) | Siedlung vorgeschichtlicher Zeitstellung.                                                            | D-5-6932-0053 |      |
| Mischelbach Pleinfeld (Standort) | Siedlung vor- und frühgeschichtlicher Zeitstellung.                                                  | D-5-6932-0054 |      |
| Mischelbach Pleinfeld (Standort) | Grabhügelgruppe vorgeschichtlicher Zeitstellung.                                                     | D-5-6932-0357 |      |

### Gemarkung Pleinfeld
| Lage                 | Objekt | Akten-Nr.     | Bild |
| -------------------- | --- | ------------- | ---- |
| Pleinfeld (Standort) | Mittelalterliche und frühneuzeitliche Befunde im Bereich der befestigten Marktsiedlung von Pleinfeld.                               | D-5-6831-0062 |      |
| Pleinfeld (Standort) | Siedlung der Bronzezeit und Urnenfelderzeit.                                                                                        | D-5-6831-0063 |      |
| Pleinfeld (Standort) | Untertägige Bestandteile und Vorgängerbau der katholischen Pfarrkirche St. Nikolaus.                                                | D-5-6831-0064 |      |
| Pleinfeld (Standort) | Untertägige Bestandteile der frühneuzeitlichen Marktbefestigung von Pleinfeld.                                                      | D-5-6831-0164 |      |
| Pleinfeld (Standort) | Mittelalterliche und frühneuzeitliche Befunde im Bereich der unbefestigten Teile der Marktsiedlung von Pleinfeld östlich der Rezat. | D-5-6831-0165 |      |
| Pleinfeld (Standort) | Siedlung der jüngeren Latènezeit.                                                                                                   | D-5-6931-0019 |      |
| Pleinfeld (Standort) | Befestigung vor- und frühgeschichtlicher Zeitstellung.                                                                              | D-5-6931-0474 |      |
| Pleinfeld (Standort) | Grabhügel der Hallstattzeit. | D-5-6931-0475 |      |
| Pleinfeld (Standort) | Wall- und Grabenanlage mit Funden der späten Hallstatt- und frühen Latènezeit sowie des ausgehenden frühen Mittelalters.            | D-5-6932-0048 |      |

### Gemarkung Ramsberg am Brombachsee
| Lage                                         | Objekt                                                        | Akten-Nr.     | Bild |
| -------------------------------------------- | ------------------------------------------------------------- | ------------- | ---- |
| Ramsberg am Brombachsee Pleinfeld (Standort) | Siedlung der Spätlatènezeit.                                  | D-5-6831-0073 |      |
| Ramsberg am Brombachsee Pleinfeld (Standort) | Neuzeitlicher Vorgängerbau der katholischen Kirche St. Josef. | D-5-6831-0174 |      |

### Gemarkung Sankt Veit
| Lage                            | Objekt                                                      | Akten-Nr.     | Bild |
| ------------------------------- | ----------------------------------------------------------- | ------------- | ---- |
| Sankt Veit Pleinfeld (Standort) | Grabhügel mit Bestattungen der Hallstattzeit.               | D-5-6831-0074 |      |
| Sankt Veit Pleinfeld (Standort) | Grabhügel mit Bestattungen vorgeschichtlicher Zeitstellung. | D-5-6831-0075 |      |
| Sankt Veit Pleinfeld (Standort) | Vorgängerbauten der katholischen Pfarrkirche St. Vitus.     | D-5-6831-0184 |      |
| Sankt Veit Pleinfeld (Standort) | Wachtposten WP 14/25 des raetischen Limes.                  | D-5-6931-0025 |      |
| Sankt Veit Pleinfeld (Standort) | Römische Limesfeldwache.                                    | D-5-6931-0026 |      |
| Sankt Veit Pleinfeld (Standort) | Grabhügelgruppe vorgeschichtlicher Zeitstellung.            | D-5-6931-0027 |      |
| Sankt Veit Pleinfeld (Standort) | Wachtposten WP 14/24 des raetischen Limes.                  | D-5-6931-0303 |      |
| Sankt Veit Pleinfeld (Standort) | Teilstrecke des raetischen Limes.                           | D-5-6931-0478 |      |
| Sankt Veit Pleinfeld (Standort) | Vorgängerbau der katholischen Kirche St. Johann Baptist.    | D-5-6931-0481 |      |

### Gemarkung Stirn
| Lage                       | Objekt                                                                         | Akten-Nr.     | Bild |
| -------------------------- | ------------------------------------------------------------------------------ | ------------- | ---- |
| Stirn Pleinfeld (Standort) | Mittelalterlicher Vorgängerbau der Katholischen Pfarrkirche Mariä Heimsuchung. | D-5-6831-0181 |      |
| Stirn Pleinfeld (Standort) | Mesolithische Freilandstation.                                                 | D-5-6832-0106 |      |
| Stirn Pleinfeld (Standort) | Grabhügel vorgeschichtlicher Zeitstellung.                                     | D-5-6832-0107 |      |

### Gemarkung Stopfenheim
| Lage                            | Objekt                                     | Akten-Nr.     | Bild |
| ------------------------------- | ------------------------------------------ | ------------- | ---- |
| Stopfenheim Ellingen (Standort) | Wachtposten WP 14/23 des raetischen Limes. | D-5-6931-0099 |      |
| Stopfenheim Ellingen (Standort) | Wachtposten WP 14/22 des raetischen Limes. | D-5-6931-0246 |      |

### Gemarkung Walting
| Lage                         | Objekt | Akten-Nr.     | Bild |
| ---------------------------- | --- | ------------- | ---- |
| Walting Pleinfeld (Standort) | Grabhügelfeld der Hallstattzeit.                                                                                            | D-5-6832-0108 |      |
| Walting Pleinfeld (Standort) | Siedlung des Neolithikums und der Bronzezeit, Urnenfelder- und Latènezeit.                                                  | D-5-6832-0109 |      |
| Walting Pleinfeld (Standort) | Siedlung des Neolithikums und der Bronzezeit und Urnenfelderzeit.                                                           | D-5-6832-0110 |      |
| Walting Pleinfeld (Standort) | Freilandstation des Mesolithikums und Siedlung der Urnenfelderzeit.                                                         | D-5-6832-0111 |      |
| Walting Pleinfeld (Standort) | Siedlung des Neolithikums.                                                                                                  | D-5-6832-0112 |      |
| Walting Pleinfeld (Standort) | Siedlung vorgeschichtlicher Zeitstellung.                                                                                   | D-5-6832-0114 |      |
| Walting Pleinfeld (Standort) | Siedlung vorgeschichtlicher Zeitstellung.                                                                                   | D-5-6832-0115 |      |
| Walting Pleinfeld (Standort) | Siedlung vor- und frühgeschichtlicher Zeitstellung.                                                                         | D-5-6832-0116 |      |
| Walting Pleinfeld (Standort) | Siedlung vorgeschichtlicher Zeitstellung.                                                                                   | D-5-6832-0117 |      |
| Walting Pleinfeld (Standort) | Untertägige Bestandteile der ehemalige Pfarrkirche St. Bartholomäus.                                                        | D-5-6832-0148 |      |
| Walting Pleinfeld (Standort) | Mittelalterliche und frühneuzeitliche Befunde im Bereich der Katholischen Pfarrkirche Mariae Himmelfahrt.                   | D-5-6832-0149 |      |
| Walting Pleinfeld (Standort) | Siedlung der Linearbandkeramik, der Stichbandkeramik und der Großgartacher Kultur sowie der Bronzezeit und Urnenfelderzeit. | D-5-6932-0055 |      |
| Walting Pleinfeld (Standort) | Siedlung vor- und frühgeschichtlicher Zeitstellung.                                                                         | D-5-6932-0057 |      |
| Walting Pleinfeld (Standort) | Siedlung vor- und frühgeschichtlicher Zeitstellung.                                                                         | D-5-6932-0061 |      |
| Walting Pleinfeld (Standort) | Grabhügel vorgeschichtlicher Zeitstellung.                                                                                  | D-5-6932-0065 |      |